# Truth Hounds
Truth Hounds (з англ. «нишпорки», «гончаки за правдою») — українська громадська організація, яка спеціалізується на документуванні та розслідуванні міжнародних злочинів і серйозних порушень прав людини в Україні та інших постраждалих від конфліктів регіонах Східної Європи, Кавказу та Центральної Азії.
З часу заснування у 2014 році організація провела понад 260 польових місій з документування, ідентифікувала понад 200 підозрюваних у міжнародних воєнних злочинах і провела 55 ґрунтовних розслідувань.
Місія Truth Hounds полягає в пошуку правди, переслідуванні виконавців і поширенні експертизи. Це досягається через дві основні цілі: запобігання скоєнню міжнародних злочинів в Україні та відновлення справедливості для їх жертв.

## Напрямки роботи

#### Документування. Збір свідчень та доказів міжнародних злочинів
Щоб забезпечити надійні підстави для офіційного кримінального провадження, Truth Hounds збирають якомога більше доказів міжнародних злочинів на місцях. Протягом 10 років роботи документатори Truth Hounds зафіксували більше ніж 5 000 свідчень очевидців.
Українські правоохоронці та міжнародні правозахисники регулярно звертаються до Truth Hounds з проханням провести польові місії, щоб зібрані докази могли бути інтегровані в офіційні кримінальні справи.

#### Розслідування. Ідентифікація винних та розкриття обставин злочинів
Команда розслідувачів Truth Hounds збирає свідчення очевидців та потерпілих, використовує OSINT, аналізує дані та співпрацює з поліцією, щоб знайти винних та добитися справедливості для жертв та їх родин.

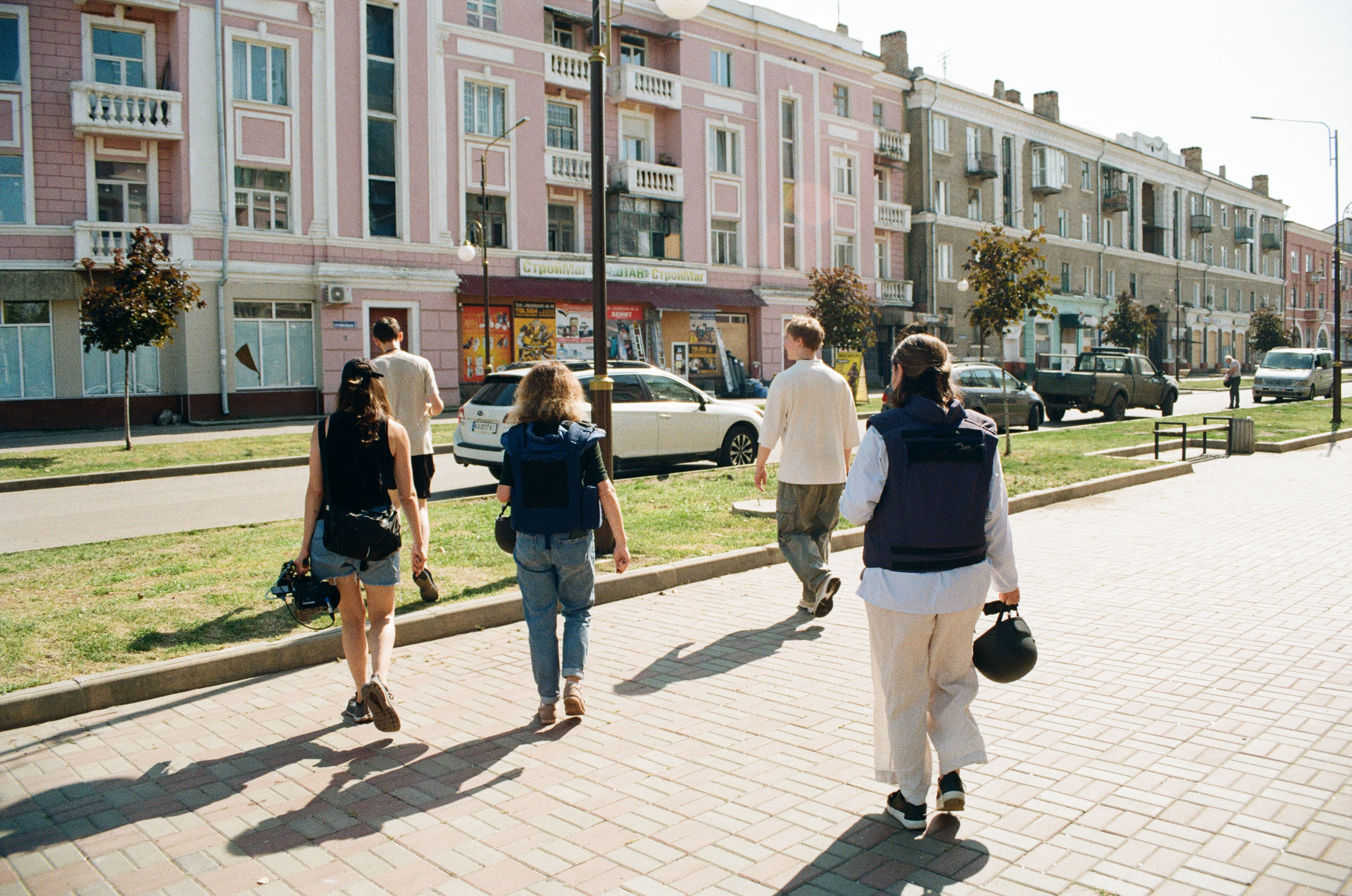
Документатори Truth Hounds в Краматорську, де фіксують наслідки ракетного удару по місту 27 червня 2023 року. Внаслідок цього удару отримала смертельне поранення одна з документаторок організації — Вікторія Амеліна, відома українська письменниця. Фото: Антон Штука

Приклади розслідувань:
- Вам платити. Ідентифікація винних у ракетному ударі по Краматорську та Біленькому 27 червня 2023 року.
- Наше місто зникло. Нові дані про руйнування Росією Маріуполя (спільно з Human Rights Watch і SITU Research).
- Післямова. Розслідування причетності російських військових до вбивства письменника Володимира Вакуленка.

Організація підтримує постійний зв’язок з Офісом Генерального прокурора, Національною поліцією, СБУ та регіональними прокуратурами, зокрема через участь у слідчих групах для ефективного розслідування та доведення справ до суду.

#### Дослідження. Аналіз впливу конфлікту на права людини, навколишнє середовище та інші сфери
Truth Hounds проводять глибокі аналітичні дослідження та розробляють експертні матеріали, що аналізують вплив збройного конфлікту в Україні на права людини, навколишнє середовище, економічну безпеку та міжнародне право. Фахівці встановлюють патерни та досліджують закономірності збройної агресії Росії проти України.
Приклади досліджень:
- Затоплено війною. Дослідження руйнування Каховської греблі та його наслідки для екосистеми, аграріїв, цивільного життя та міжнародного правосуддя (спільно з Project Expedite Justice).
- В ядерній в’язниці. Як «Росатом» перетворив найбільшу в Європі атомну електростанцію на катівню і як світ може це зупинити.
- Терор у деталях. Компоненти західного виробництва в іранських дронах Shahed 136.

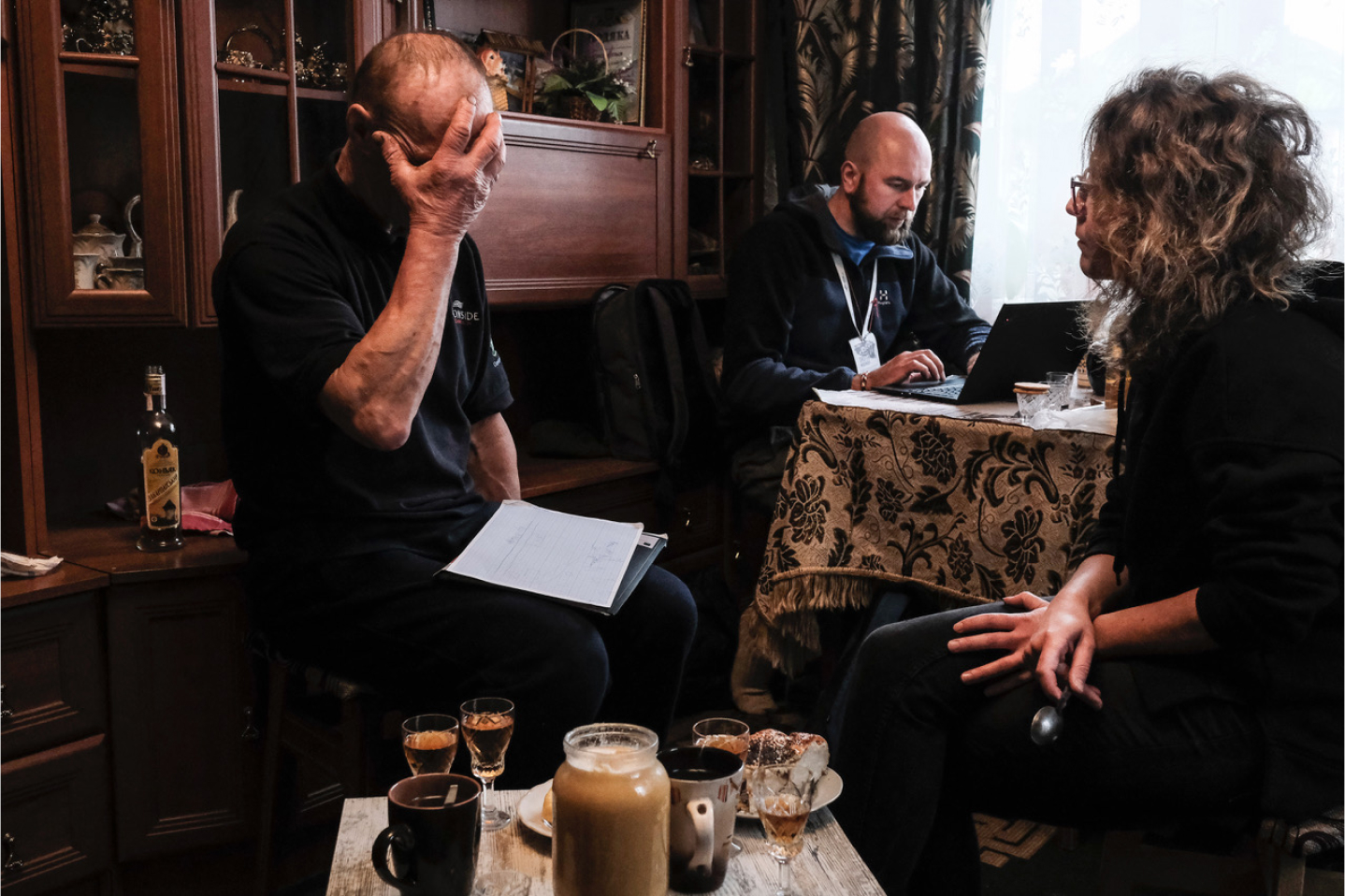
Документатори Truth Hounds опитують свідка у Петрушині на Чернігівщині. Фото: Daniel Rosenthal

#### Моніторинг. Відстеження подій та фіксування потенційних воєнних злочинів
З 24 лютого 2022 року монітори Truth Hounds щоденно реєструють інциденти, які містять ознаки воєнних злочинів. Архівують пости в соцмережах, відео, супутникові знімки, публікації в ЗМІ та інші матеріали в базі даних для подальшої перевірки та підтвердження джерелами. Верифіковані дані розглядаються як передумови для майбутніх польових місій та розслідувань.

#### Збереження та систематизація доказів
Truth Hounds вносять всю задокументовану інформацію до бази даних I-DOC — інструменту для роботи з доказами, пов'язаними із серйозними порушеннями прав людини та міжнародного кримінального законодавства. Завдяки I-DOC Truth Hounds мають змогу формувати масштабні справи, швидко встановлюючи взаємозв’язки між окремими подіями та їхніми учасниками. Загалом з 2018 року організація внесла до бази близько 1800 інцидентів, що мають ознаки воєнних злочинів.

#### Робота з акторами правосуддя. Співпраця з прокурорами, слідчими та суддями
Взаємодія спрямована на підвищення якості офіційних розслідувань та наближення правосуддя через менторство, участь у слідчих діях, уніфікацію методів розслідування та посилення доказової бази. Значна частина справ, які розглядають прокурори та слідчі, що займаються воєнними злочинами в Україні, підготовлена та проаналізована Truth Hounds.

#### Навчання. Підвищення кваліфікації слідчих, юристів таправозахисників
З 2018 року Truth Hounds провели понад 80 тренінгів, навчальних заходів і лекцій з міжнародного гуманітарного права, методології документування та розслідування міжнародних злочинів. Команда створила посібники з основ документування та методології розслідувань.

## Міжнародна діяльність

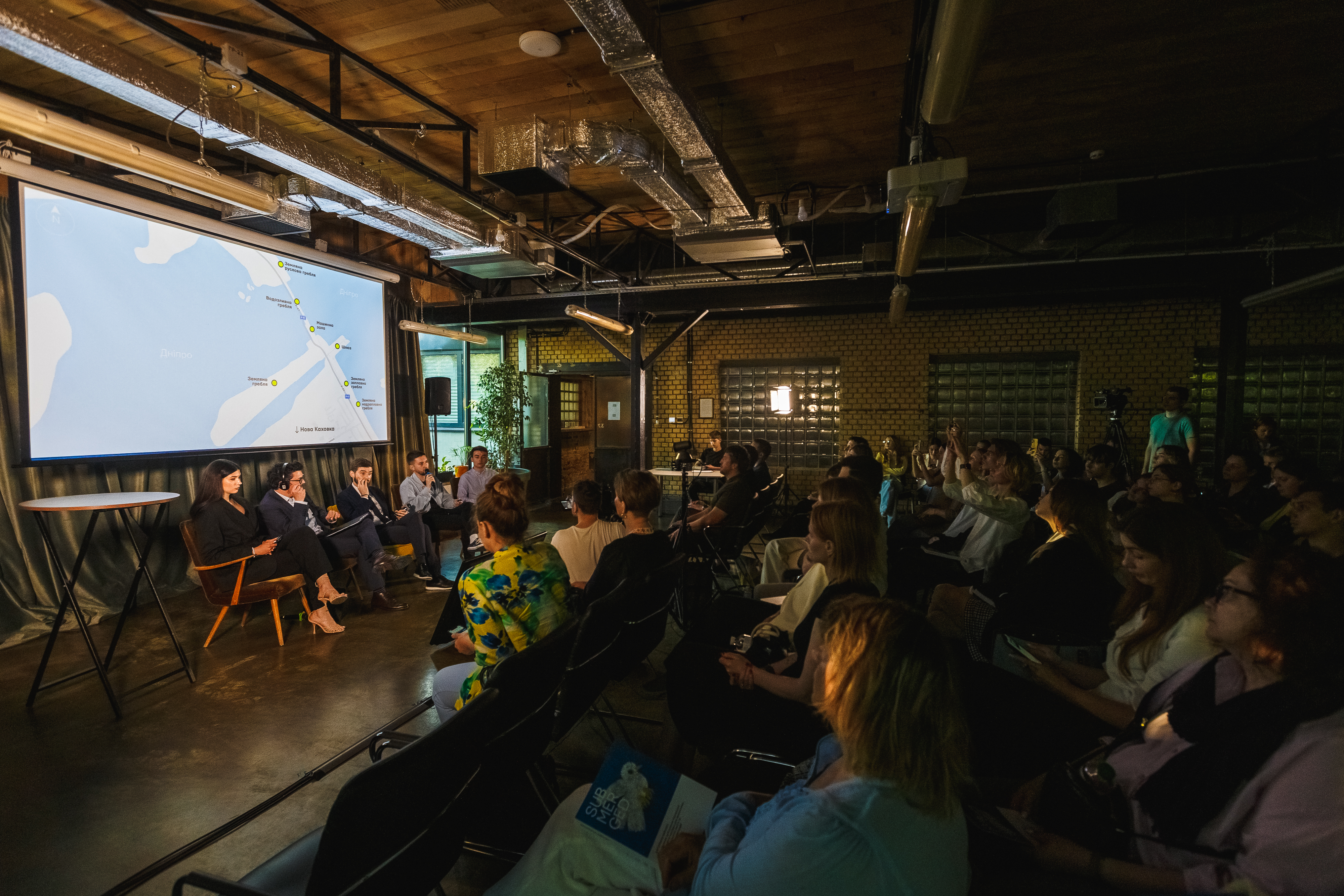
Експерти Truth Hounds та Project Expedite Justice презентують спільне дослідження "Затоплено війною" про підрив Каховської ГЕС. Фото: Юрій Стефаняк

Співпраця з іноземними органами: розширення можливостей для судового переслідування воєнних злочинів. Взаємодія з іноземними слідчими органами та прокурорами дозволяє розпочинати провадження в інших країнах за принципом екстериторіальної юрисдикції. За поданням Truth Hounds було розпочато п'ять проваджень щодо злочинів в Україні, включаючи викрадення та катування цивільних осіб, а також обстріли з використанням ракет та касетних боєприпасів.
Подання до МКС: надання інформації про злочини, що підпадають під юрисдикцію суду. Truth Hounds надіслали дев'ять подань до Міжнародного кримінального суду (МКС). Серед них — два спільних подання з Global Diligence, IPHR та GRC, які стосуються переслідування кримських татар. Останнє подання включає інформацію про напади на цивільних осіб протягом перших шести місяців після 24 лютого 2022 року.
Співпраця з архівами: збереження історичних свідчень про збройний конфлікт. Серед партнерів — Інститут Гувера Стенфордського університету, дослідницька ініціатива Тімоті Снайдера та архів Арользена.

## Нагороди

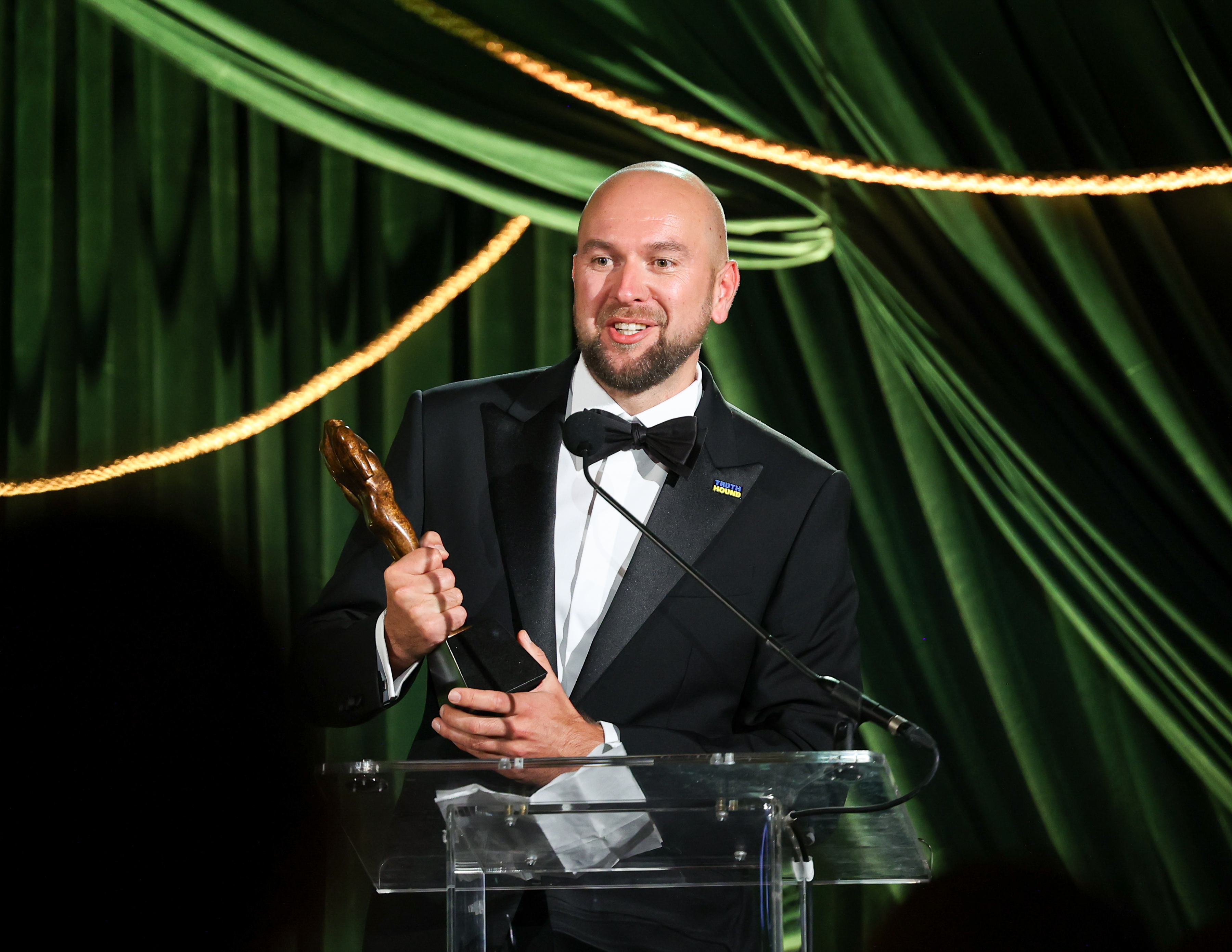
Виконавчий директор Truth Hounds Роман Авраменко (2018-2024 рр.) отримує премію The Albie Awards (2023) від Clooney Foundation for Justice.

Премія свободи імені Андрія Сахарова (2023) від Норвезького Гельсінського комітету за внесок у документування фактів і доказів воєнних злочинів і потенційних злочинів проти людяності. Truth Hounds стали першою українською організацією, що отримала цю нагороду.
Міжнародна премія The Albie Awards (2023) від Clooney Foundation for Justice у номінації «За справедливість для вцілілих» за внесок у розслідування міжнародних злочинів та відновлення справедливості для постраждалих внаслідок російської агресії.

## Коаліції
- Коаліція «Україна. П'ята ранку»[14]
- Ініціатива «Трибунал для Путіна»[15]
- Коаліція за Міжнародний кримінальний суд [16]
- Коаліція CivilM+[17]

## Соціальні мережі Truth Hounds
- Facebook
- Instagram
- X
- Linkedin